# سنوئو کانه‌یاسو
سنوئو کانه‌یاسو (به ژاپنی: 妹尾兼康); ۱ ژانویهٔ ۱۱۲۳ – ۲۸ نوامبر ۱۱۸۳) ژنرالی در خدمت خاندان تایرا در اواخر دوره هی‌آن اهل ژاپن بود. وی در نبرد کوریکارا به اسارت میناموتو نو یوشیناکا درآمد اما در ولایت بیزن با کشتن مراقب خود گریخت. سپس وی توانست ۲۰۰۰ نفر را جمع‌آوری کرده و به نیروهای میناموتو نو یوشیناکا کرد. اما پس از محاصره فوکوریوجی که محاصره دژی متعلق به وی بود شکست خورد و کشته شد.